# Puszki
Puszki – kolonia w Polsce położona w województwie lubelskim, w powiecie chełmskim, w gminie Dorohusk.
W latach 1975–1998 miejscowość administracyjnie należała do województwa chełmskiego. 
Kolonia wchodzi w skład sołectwa Stefanów, Puszki.Według Narodowego Spisu Powszechnego (III 2011 r.) liczyła 19 mieszkańców i była 30. co do wielkości miejscowością gminy Dorohusk.
Wierni Kościoła rzymskokatolickiego należą do parafii św. Jana Nepomucena w Dorohusku.

## Historia
Puszki w wieku XIX – kolonia w powiecie chełmskim, gminie Turka, podległa parafii ewangelickiej w Lublinie. Skolonizowana przez niemieckich ewangelików. Była to osada wieczysto czynszowa, należąca do dóbr Dorohusk.